# Erzeparchie Damaskus (Syrer)

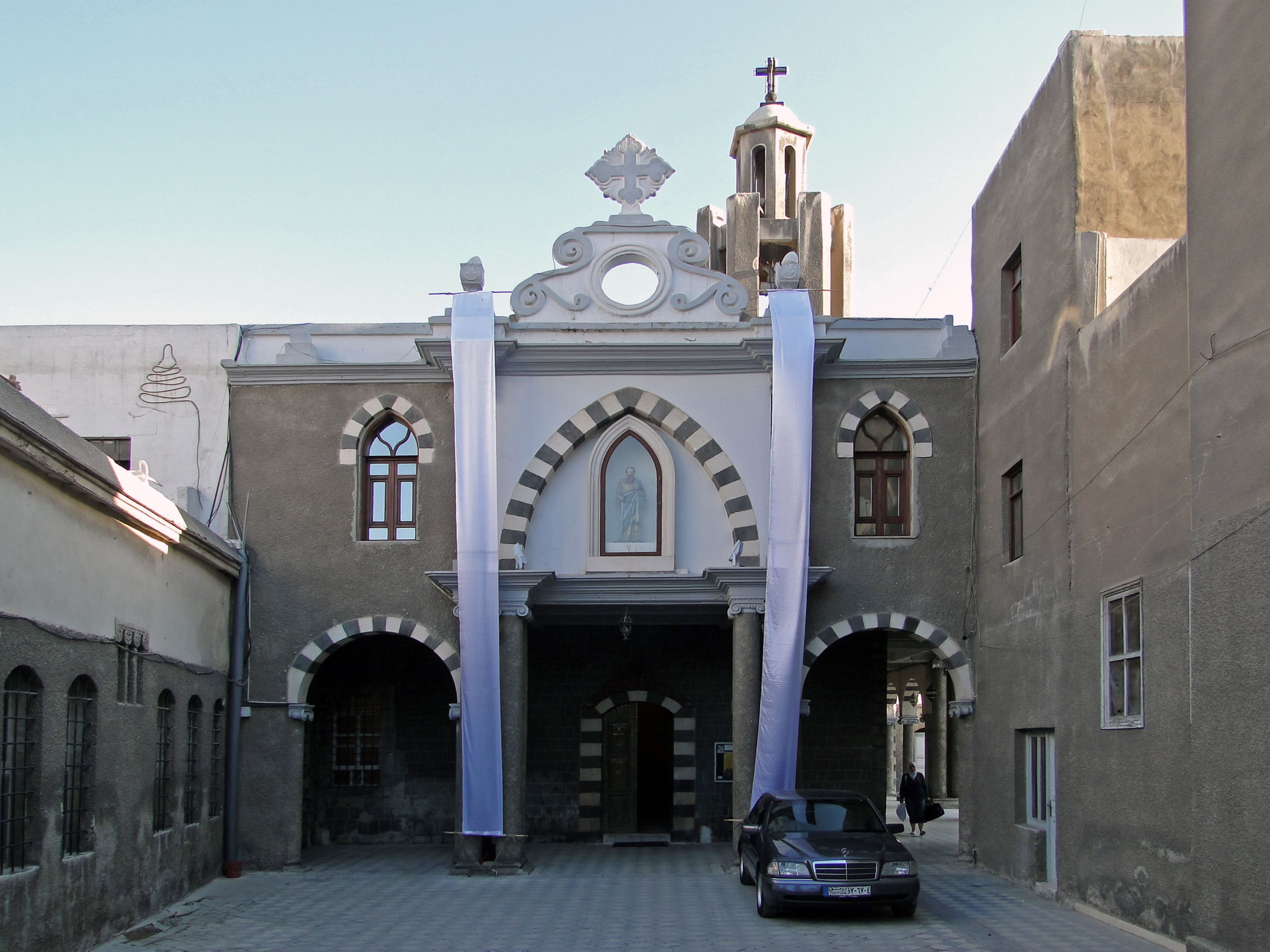
Kathedrale von Damaskus

Die Erzeparchie Damaskus (lateinisch Archidioecesis Damascenus Syrorum) ist eine in Damaskus gelegene Erzeparchie der syrisch-katholischen Kirche.

## Geschichte
Die Erzeparchie Damaskus wurde 1633 errichtet.

## Erzbischöfe von Damaskus
- Iacobus Eliani, 1837–…
- Giuseppe David, 1879–…
- Jules-Basile Kandelaft, 1893–1902, dann Apostolischer Vikar von Kairo
- Clément Michel Bakhache, 1900–1922
- Grégoire Pierre Habra, 1924–1933
- Iwannis Georges Stété, 1933–1968
- Clément Abdulla Eliane Rahal, 1968–1971
- Clément Georges Schelhoth, 1972–1978
- Eustathe Joseph Mounayer, 1978–2001
- Gregorios Elias Tabé, 2001–2019
- Jihad Battah, seit 2019